# Partido judicial de Cervera
El Partido judicial de Cervera es uno de los 49 partidos judiciales en los que se divide la Comunidad Autónoma de Cataluña, siendo el partido judicial n.º 3 de la provincia de Lérida.
El ámbito territorial, que viene regulado por el Real Decreto 529/1983, de 9 de marzo, comprende las localidades de :
Anglesola, Belianes, Bellpuig, Castellnou de Seana, Cervera, Ciutadilla, Els Plans de Sió, Estarás, Grañanella, Grañena, Guimerá, Guisona, Iborra, Maldá, Masoteras, Montoliu de Segarra, Montornés de Segarra, Nalech, Olujas, Omélls de Nagaya, Ossó de Sió, Preixana, Ribera del Ondara, San Guim de Freixanet, Sant Guim de la Plana, San Martín de Río Curvo, San Ramón, Talavera, Tárrega, Tarroja de Segarra, Torreflor, Vallbona de las Monjas, Verdú, Vilagrasa, Vilanova de Bellpuig y Vilasana.